# Leszczyc (herb szlachecki)
Leszczyc (Bróg, Brożek, Brożyna, Laska, Laski, Wyszowie, Acervorum, Cerulorum) – polski herb szlachecki.

Leszczyc (herb szlachecki)

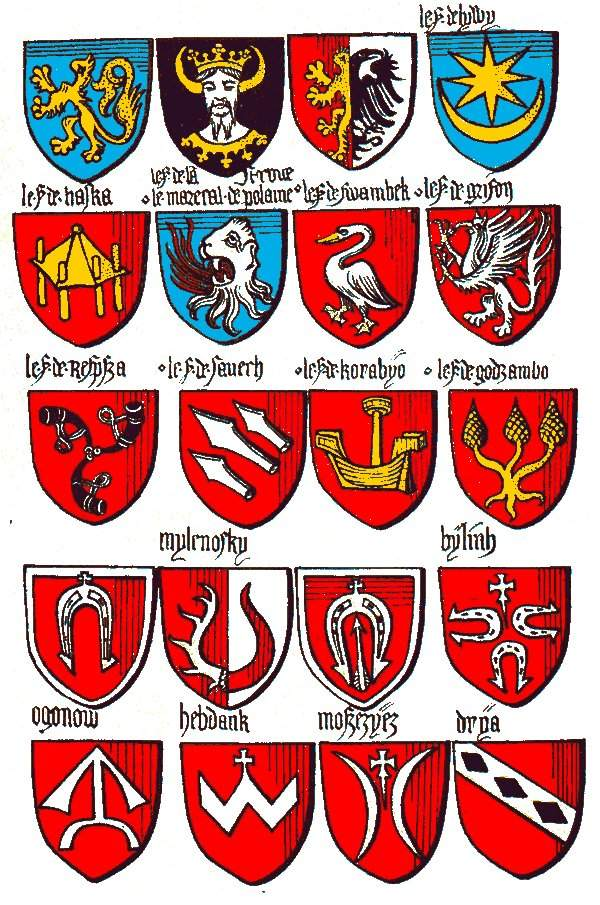
Herb Leszczyc w Herbarzu Złotego Runa z około 1433-1435.

## Opis herbu
W polu czerwonem bróg złoty. Klejnot: na ogonie pawim godło w skos.

## Najwcześniejsze wzmianki
Herb Leszczyc jest jednym z najstarszych herbów polskich. W opinii prof. Janusza Bieniaka należy on do dziesięciu najstarszych herbów polskich. Według podania przekazanego Bartosza Paprockiego nadany został przez Bolesława Chrobrego. Franciszek Piekosiński zgodnie ze swoją hipotezą o runicznym pochodzeniu polskich herbów wywodził go od linearnych znaków przedheraldycznych.
Pierwsza znana pieczęć z tym herbem pochodzi z roku 1318 i pieczętował się nim Bogusza – kasztelan bydgoski. Wizerunek herbu z 1343 zamieszczony jest na pieczęci Wojciecha z Pakości – wojewody brzeskiego, następny na pieczęci Piotra Wysza, biskupa krakowskiego z 1406 r. i Macieja z Łabiszyna, wojewody brzeskiego z 1419. W zapiskach sądowych pojawia się w początku XV w.
Herb przedstawiony w Herbarzu Złotego Runa z lat 1433-1435.
Najwcześniejsze lokalne źródło heraldyczne wymieniające herb to datowane na lata 1464–1480 Insignia seu clenodia Regis et Regni Poloniae polskiego historyka Jana Długosza, który uznaje go za rdzennie polski. Zapisuje on informacje o herbie pod łacińskimi nazwami Aceruorum , Cerulorum wśród 71 najstarszych polskich herbów szlacheckich we fragmencie: "Aceruorum seu Cerulorum, que acervum frumentalem ceruleum in campo rubeo defert. Genus ex Polonia, in quo viri partim simplices, partim auari.".
Pieczętował się nim wielkopolsko-kujawski ród Leszczyców, w Liber beneficiorum zwany też Wyszami, w innych źródłach Brożynami od Broga. W Herbarzu Rycerstwa W.X. Litewskiego zwanego Compendium, Leszczyc pojawia się także pod nazwą Laski. Było kilka gałęzi tego rodu. Pieczętowało się nim ok. 70 rodzin.

## Herbowni
Belęcki, Białęski, Bieganowski, Biegański, Bierzwieński, Bierzwiński, Biezdrowski, Bijański, Bitner, Bogusz, Bojkowski, Bolemiński, Bolemowski, Bolimiński, Bonczkowski, Bończkowski, Broszlowski, Brożyna, Cerekwicki, Chełmski, Chlewiński, Chlewski, Chmieleński, Chmieliński, Chodorąski, Chodorowski, Chojnicki, Chrypski, Chrzypski, Czacki, Dachowski, Dakowski, Darnowski, Dersław, Dobrowolski, Dobrzycki, Dobszewicz, Dokowski, Donowski, Donoski, Falęcki, Faliński, Gabarzewski, Gąbarzewski, Gembarzewski, Gambarzewski, Gębarzewski, Giełtowski, Głodecki, Gołutowski, Gościejewski, Górski, Grabianka, Grabionka, Gułtowski, Gurski, Gustowicz, Gutowski, Hawryszenko, Hawryszew, Herbst, Holy, Jabłkowski, Janowski, Jarosz, Jasienicki, Jasieniecki, Jaskold, Jaskołd, Jaskolski, Jaskólski, Jaskulski, Jaśkowski, Juszyński, Kaczliński, Karmazynowicz, Kasperowicz, Klonowski, Kołucki, Korunowski, Kossowski, Kostecki, Koszucki, Koszutski, Kościelec, Kretowicz, Krotoski, Krotowski, Krotoszyński, Krzeczkowski, Krzekotowski, Krzyszkowski, Kuranowski, Laskary, Laskowski, Leliński, Lesisz, Leszczewski, Luboniski, Luboński, Lubstowski, Łabiski, Łopuchowski, Łubowski, Łukawski, Macuda, Mierosławski, Mierucki, Mierzejewski, Mierzejowski, Mierzewski, Mierzwiński, Mikołajewski, Miłaszewski, Mirosławski, Mirucki, Młodocki, Morzycki, Mroczek, Nagórski, Orkusz (Orkisz) Słuczan, Ossowski, Ostroróg, Pakoścki, Pałuka, Parys, Piekarski, Pierzchliński, Piesek, Płodowski, Płomykowski, Poczopowicz, Ponętowski, Popkowski, Popowski, Porębowski, Posiętowski, Psciński, Pszczyński, Pyszczyński, Radoliński, Radolin, Ratajski, Rysiński, Sarbski, Siemieński, Siestrzewitowski, Skarszewski, Skarzewski, Skolimowski, Skrzyszowski, Skulimowski, Słupski, Stawenta, Stawski, Strzeszewski, Strzeszowski, Strzezimiński, Strzeżymiński, Suchorzewski, Sulisławski, Sumiński, Sumieński, Supiński, Surmiński, Szumieński, Szumiński, Śmiełowski, Śniejałowski, Świecki, Świeżowski, Świszulski, Świżowski, Trojan, Walderowicz, Waliszewski, Wąsinocki, Węgorszewski, Węgorzewski, Wielżyński, Wieruszewski, Wieruszowski, Wisz, Włosinowski, Włosinowski, Włoszynowski, Wygrażewski, Wysz, Zalakowski, Zaleski, Załęski, Zielonacki, Zyznowski, Żalęcki, Żuk, Żyznowski

## Znani herbowni
- Gerward – biskup włocławski, polityk i dyplomata, bliski współpracownik Władysława Łokietka.
- Florian z Kościelca – biskup płocki w latach 1318-1333, kanonik płocki i gnieźnieński i kapelan księcia płockiego Bolesława II.
- Wojciech z Pakości – 1316 podczaszy brzeski, a następnie awansował bezpośrednio na urząd wojewody brzeskiego.
- Piotr Wysz (1354 -1414) — biskup krakowski od 1392, poznański od 1412.
- Maciej z Łabiszyna (1370 – 1430) – jeden z najwybitniejszych piętnastowiecznych teologów i filozofów krakowskich, wojewoda gniewkowski (1409) i brzeskokujawski (1412).
- Mariusz Stanisław Jaskólski – strażnik wielki koronny, kasztelan sanocki od 1663 roku, później kijowski, wojewoda czernihowski, a następnie podolski od 1683 roku.
- Stanisław Skarszewski (ur. 1602, zm. 1685) – dworzanin królewski; podstoli sandomierski; fundator i dobroczyńca zakonów.
- Maciej Mirosławski (1762-1813) – sekretarz ks. H. Kołłątaja, regent Archiwum Szkoły Głównej Koronnej i kancelarii rektorskiej, audytor korpusu artylerii koronnej, walczył w obronie Konstytucji 3 maja w 1792 r. i w Insurekcji 1794. Członek Kuźnicy Kołłątajowskiej, Towarzystwa Republikanów i Deputacji Polskiej w Paryżu, w Legionach d-ca artylerii, członek. sztabu gen. Championetta i gen. Jouberta. Uczestnik wyprawy Napoleona na Moskwę w 1812 r.
- Mikołaj Dobrzycki (1793-1848) – oficer, uczestnik hiszpańskiej kampanii Napoleona, powstaniec listopadowy.

## Herb Leszczyc jako herb polskich miejscowości
Wizerunek herbu Leszczyc zawarty jest także w herbie wsi Kołbiel położonej w województwie mazowieckim, w powiecie otwockim oraz wsi Radolin w Wielkopolsce.